# Schistomitrium robustum
Schistomitrium robustum là một loài rêu trong họ Dicranaceae. Loài này được Dozy & Molk. mô tả khoa học đầu tiên năm 1855.